# カルロス・オヤルスン
カルロス・オヤルスン（Carlos Oyarzun、1981年10月26日 - ）は、チリ、サンティアゴ出身の自転車競技（ロードレース）選手。

## 来歴
2008年
- ツアー・オブ・ベリーズ 総合優勝

2009年
- ボルタ・アス・コマルカス・デ・ルゴ 総合優勝
- ビリャ・ルビア・デ・サンティアゴ 総合優勝
- ブエルタ・ア・サラマンカ 総合優勝

2010年
- パンアメリカン自転車競技選手権大会
  - 個人ロードレース 優勝
  - 個人タイムトライアル(ITT) 3位
- ボルタ・アス・コマルカス・デ・ルゴ 総合優勝
- ロードレース世界選手権・ITT 14位

2011年、モビスター・チームに加入。
- パンアメリカン競技大会・ITT 3位

2012年
- チリ選手権
  - ITT 優勝
  - 個人ロードレース 優勝